# Abbazia di Krzeszów
L'abbazia di Krzeszów, in Polacco Opactwo Cysterskie w Krzeszowie, ma anche conosciuta dal nome tedesco di Kloster Grüssau assunto sotto la dominazione prussiana, è una grande abbazia cistercense situata nel comune rurale di Kamienna Góra, nel Voivodato della Bassa Slesia, in Polonia.
Fondata nel XIII secolo venne completamente ricostruita nel XVIII secolo, divenendo uno dei capolavori dell'Architettura barocca in Europa.

## Storia

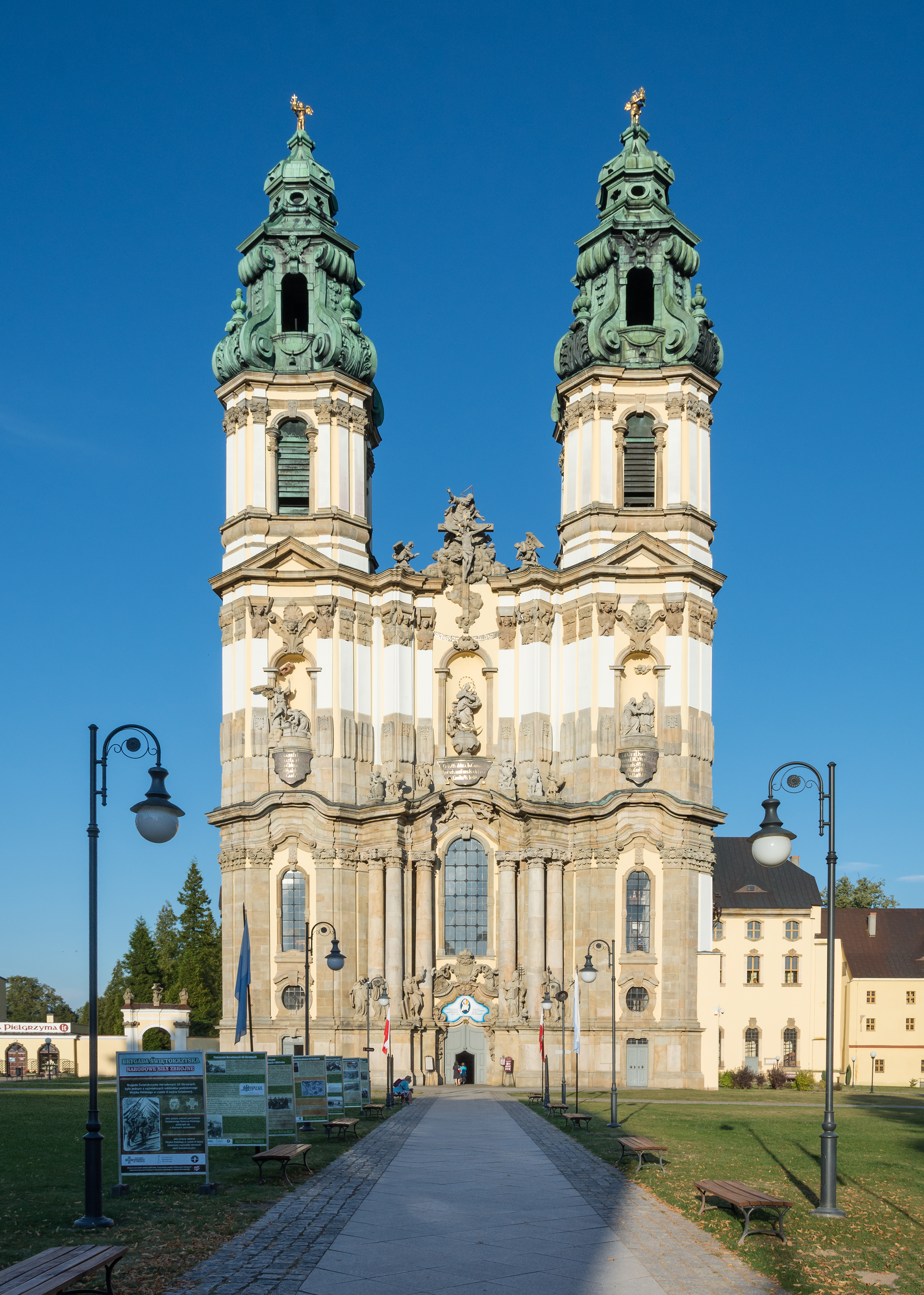
Facciata della basilica dell'Assunta

### Fondazione e ducato di Slesia-Świdnica
L'abbazia venne fondata ufficialmente l'8 maggio 1242 dalla duchessa Anna di Boemia, della famiglia dei Přemislidi, vedova del duca di Slesia Enrico II il Pio morto durante la battaglia di Legnica. Eretto come priorato benedettino venne affiliato ai monaci del Monastero di Opatovice, in Boemia.
Nel 1288 il monastero e le sue terre vennero acquistati dal nipote di Anna di Boemia, Bolko I il Severo, duca di Świdnica, che lo diede ai Cistercensi l'anno dopo. I nuovi monaci ricostruirono la chiesa intitolandola all'Assunzione di Maria nel 1292 e svilupparono incredibilmente il monastero. L'abbazia che all'inizio possedeva già 14 villaggi, accrebbe rapidamente, anche grazie alla colonizzazione tedesca dei dintorni; nel 1343 furono fondati altri 6 villaggi e presto sarà proprietaria, in totale, di una quarantina di villaggi e delle due città di Chełmsko Śląskie e Lubawka, nel ducato di Świdnica. Il ducato, e con esso i territori abbaziali, verrà incorporato nel 1392 nel Regno di Boemia, a sua volta compreso nel Sacro Romano Impero.

### Riforma e Controriforma

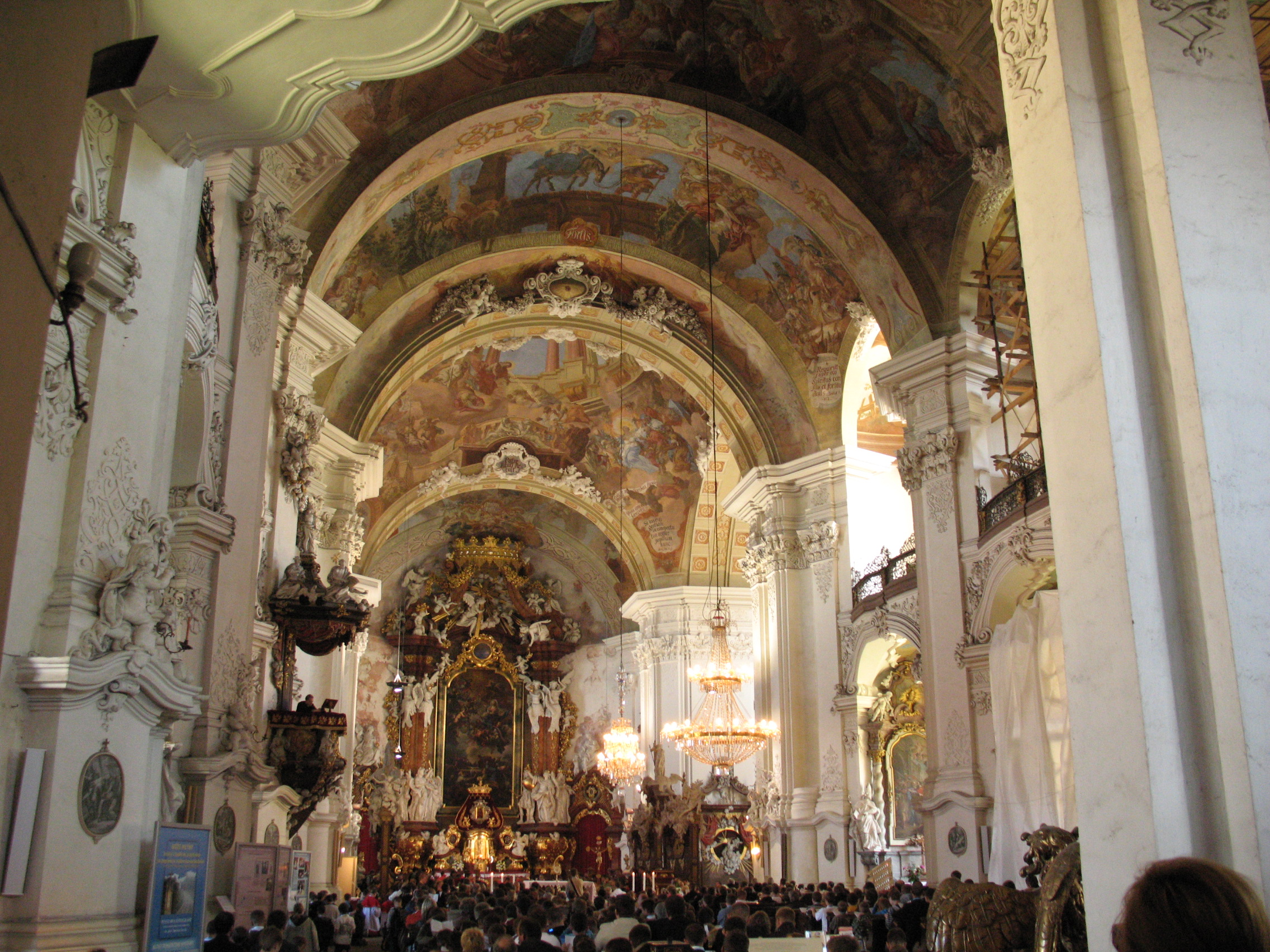
Interno della basilica dell'Assunta

Durante le guerre hussite del XV secolo l'abbazia e le sue terre vennero razziate e devastate negli anni 1426-27, inoltre molti monaci furono uccisi. Gli edifici vennero restaurati con lunghi lavori che durarono fino al 1454. I Cistercensi si opposero fortemente alla Riforma protestante, cercando di preservare l'abbazia, che tuttavia sarà parzialmente distrutta durante la guerra dei Trent'anni (1618-1648).
Da allora, restaurata ancora una volta e riguadagnato il suo potere, diverrà un forte centro della Controriforma, appoggiata dalla monarchia asburgica, in Slesia e il principale centro culturale della regione dei Monti dei Giganti e delle zone limitrofe della Boemia.
Con l'abate Bernard Rosa (1624-1696) l'abbazia accrebbe enormemente la sua influenza nel territorio, abbellendosi e sviluppandosi come grande centro spirituale e culturale. Rosa infatti vi fondò nel 1669 un Gymnasium e un'importante biblioteca e diede un grande sostegno all'umanista Angelus Silesius nella pubblicazione delle sue opere.
Sotto l'abate Innocent Fritsch il monastero crebbe ulteriormente, soprattutto sotto il profilo artistico, quando si decise la sua magistrale opera di ricostruzione in un sontuoso stile barocco. Nel 1728 Fritsch iniziò col commissionare all'architetto tedesco Joseph Anton Jentsch, allo scultore boemo Ferdinand Maximilian Brokoff e al pittore Georg Wilhelm Neunhertz, il cantiere della chiesa abbaziale. Terminata nel 1735, divenne ben presto il capolavoro barocco della Slesia.

### Secolarizzazioni

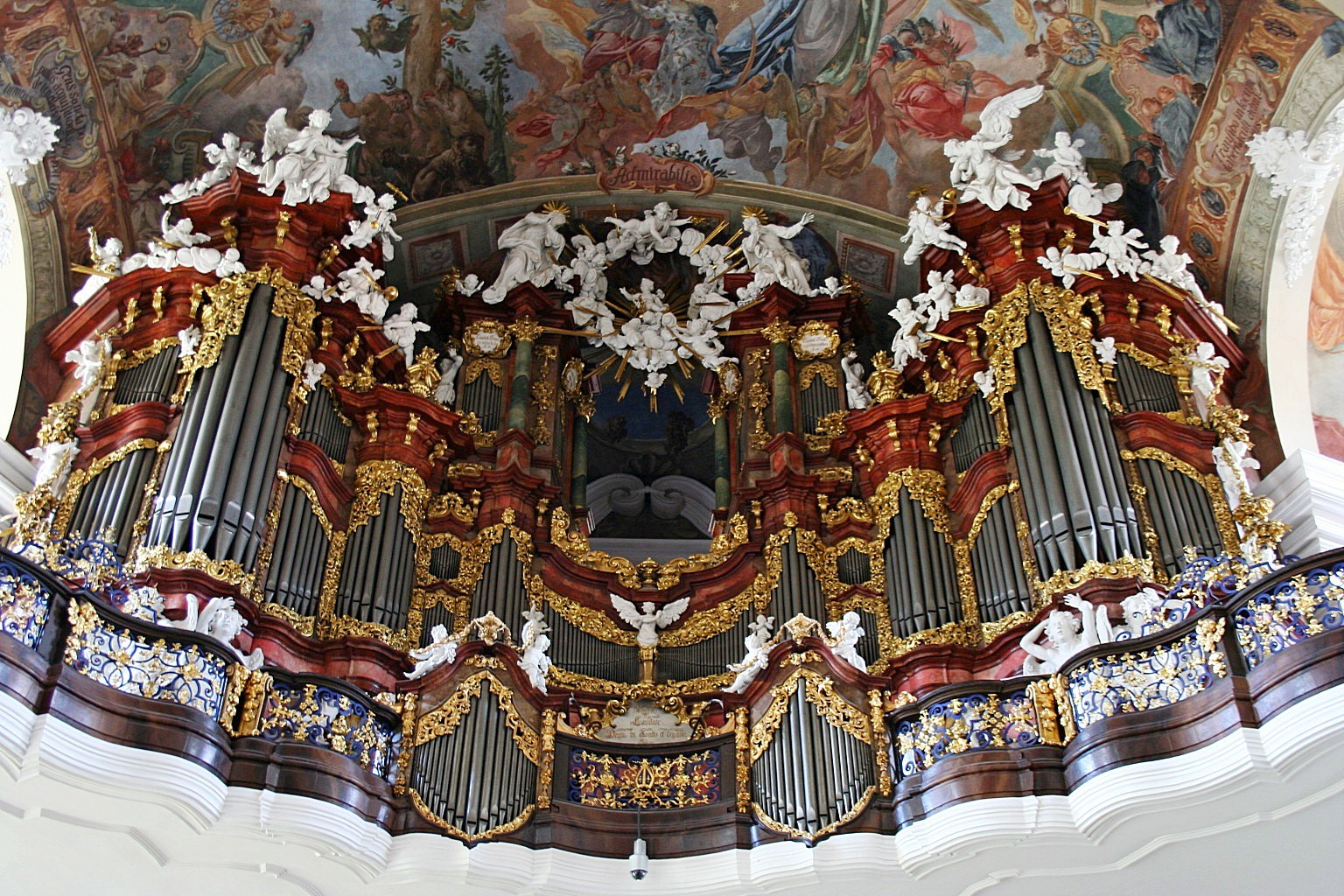
Il grandioso organo di Engler

Tuttavia, nel 1742, col passaggio della regione alla Prussia, inizia un periodo di declino per l'abbazia, infatti parte dei suoi beni venne secolarizzata in seguito agli alti costi della guerra. La ricostruzione dell'intero monastero riprese, lentamente, sotto la guida dell'abate Placidus Mundfering (1768-1787). Nel 1810, con la grande Secolarizzazione prussiana ispirata dalle leggi napoleoniche, il cantiere di arrestò del tutto, rimanendo incompiuto in alcune parti. La sua ricca biblioteca venne venduta e trasportata a Breslavia, i suoi monaci dispersi e la chiesa dell'Assunzione trasformata in parrocchiale.

### Le due guerre
Nel 1919 i monaci benedettini tedeschi vennero cacciati da Praga in seguito all'indipendenza del Paese. I monaci si rifugiarono nell'Abbazia di Krzeszów, che venne ripopolata e ufficializzata a monastero nel 1924 da papa Pio XI. 
L'abate Albert Schmitt ne fece di nuovo un centro religioso e culturale della regione. Dal 1930-31 intraprese grandi lavori di restauro del complesso, poi ritardati a causa dello scoppio della seconda guerra mondiale quando il 3 settembre 1940 gli edifici vennero sequestrati dal regime nazista. Allora il complesso venne destinato a rifugio per le popolazioni germaniche in fuga dalla Bucovina, in seguito, da ottobre 1941 diventa un centro di transito degli ebrei destinati al campo di Theresienstadt, poi nel 1943 e 1944, centro di transito dei deportati lorenesi e alsaziani, e infine per i rifugiati tedeschi di Ungheria.
Con la fine della guerra, l'8 maggio 1945, gli nell'inverno dello stesso anno i monaci ritornano, ma tanto che tedeschi, sono definitivamente espulsi il 12 maggio 1946 dal governo polacco insieme alla parte di popolazione germano-slesiana.
Contemporaneamente, con il passaggio della città di Leopoli dalla cattolica Polonia all'ortodossa Ucraina, i benedettini polacchi vengono espulsi da quella città e installati definitivamente nel 1947 nell'abbazia di Krzeszów.
Nel 1998 la grande chiesa abbaziale, dedicata all'Assunzione di Maria, venne elevata al rango di Basilica minore

## Architettura
Il grande complesso monastico, appare oggi nelle sue forme barocche conferitole a partire dalle prime ricostruzioni operate dall'abate Martin Schuppert a partire dal 1662 in seguito ai danni subiti dalla guerra dei Trent'anni. Si compone del palazzo Abbaziale, della chiesa dell'Assunta e della chiesa di San Giuseppe, e costituisce uno dei principali capolavori dell'architettura barocca in Europa.

### Palazzi abbaziali

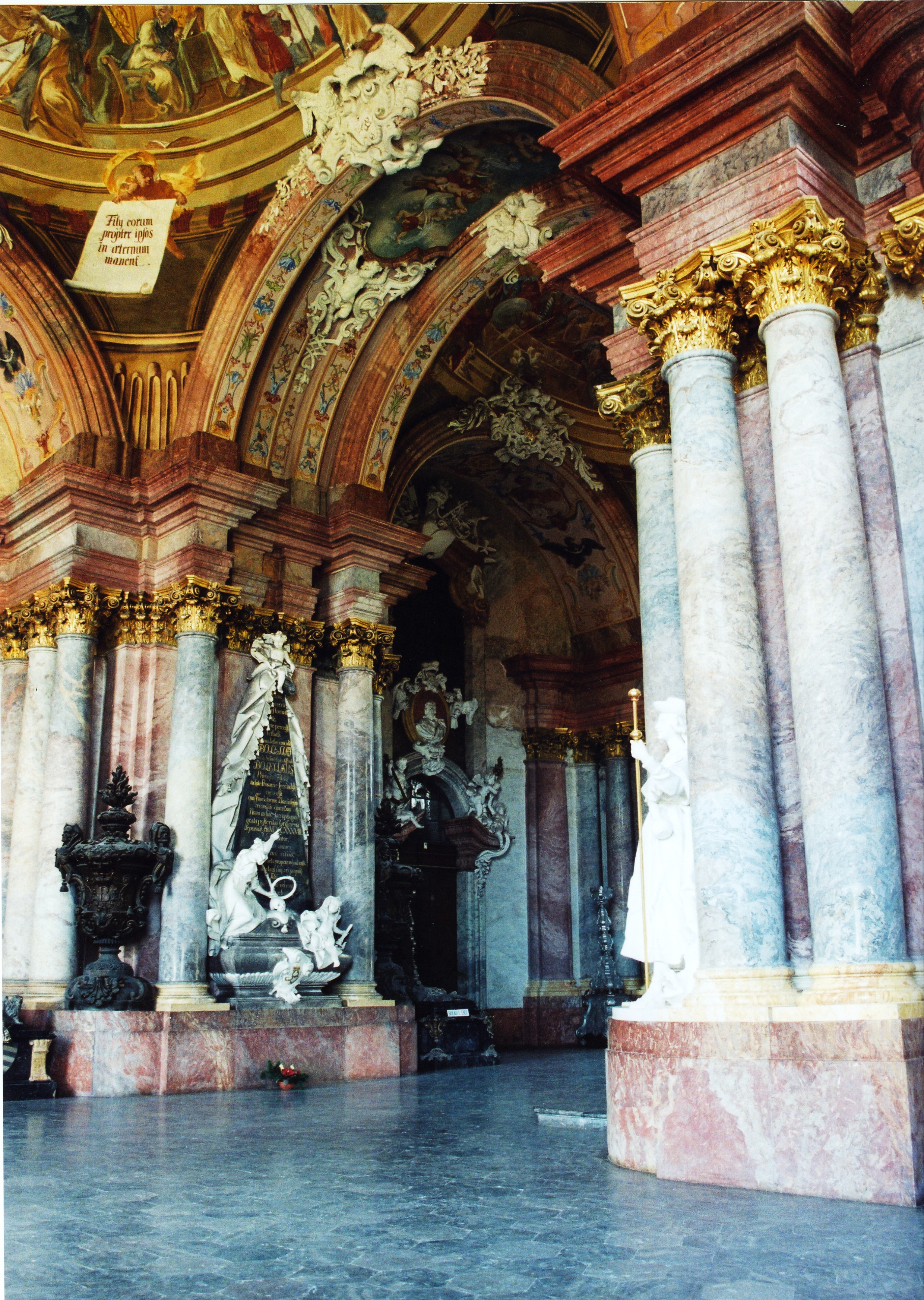
La cappella dei Principi

L'edificio del nuovo monastero venne progettato e realizzato da Johann Gottlieb Feller tra il 1774 e il 1782, rimasto tuttavia incompiuto. Al piano terra della parte vecchia, occidentale, è ancora sita la sala capitolare, architettura gotica della prima metà del XV secolo. Nella parte nuova, orientale, è collocata la biblioteca, edificata su due piani. La casa dell'abate è una costruzione barocca edificata a partire dal 1734 sui progetti dell'architetto Joseph Anton Jentsch.

### Basilica dell'Assunta

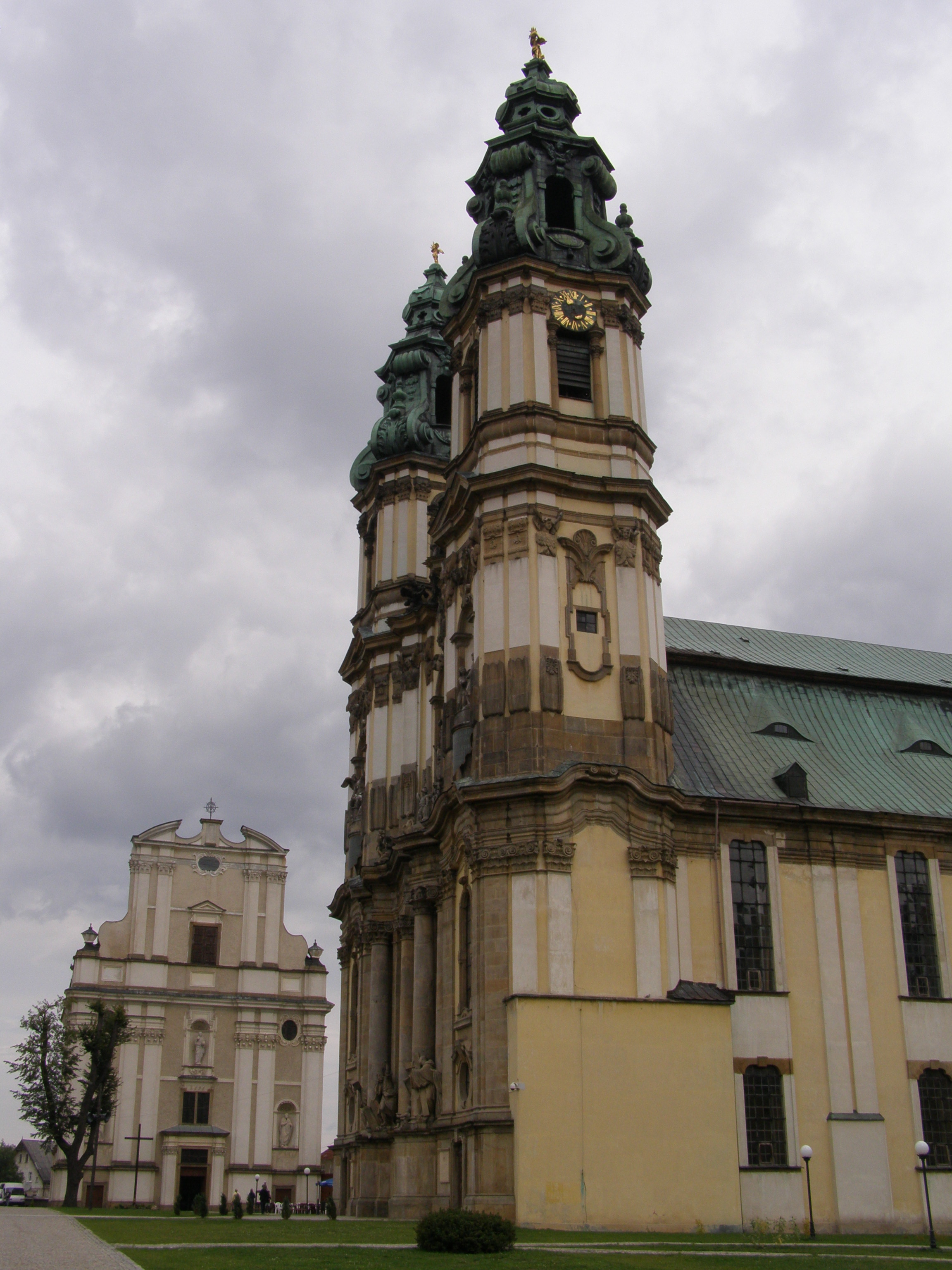
Le due chiese dell'abbazia

La prima chiesa abbaziale venne inaugurata dal vescovo di Breslavia Jan Romka nel 1292. Nel XVIII secolo l'abate Innocent Fritsch volle intraprendere la costruzione di un nuovo, maestoso, edificio commissionandolo all'architetto Joseph Anton Jentsch da Jelenia Góra che concepì un progetto fortemente ispirato dallo stile del grande Kilian Ignaz Dientzenhofer. La grandiosa facciata, a tre livelli fra due alte tori gemelle dalle complicate coperture a elmi barocchi, è stata disegnata del celebre scultore boemo Ferdinand Maximilian Brokoff, che ne realizzò anche le bellissime sculture, fra le quali sono i gruppi dell'Assunzione e della Crocifissione. I lavori iniziarono nel 1728 e si conclusero nel 1735. Nel 1998 venne elevata al rango di basilica minore.
L'interno è a unica grande navata con ampie volte a vela ed esuberante decorazione barocca. Gli stucchi e le sculture si devono a Ferdinand Maximilian Brokoff. Gli affreschi delle volte furono eseguiti tra il 1733 e il 1736 da Georg Wilhelm Neunhertz, nipote e allievo di Michael Willmann. Rappresentano: la Pericope del Buon Pastore, il Discorso della Montagna e la Parabola del fariseo e del pubblicano.

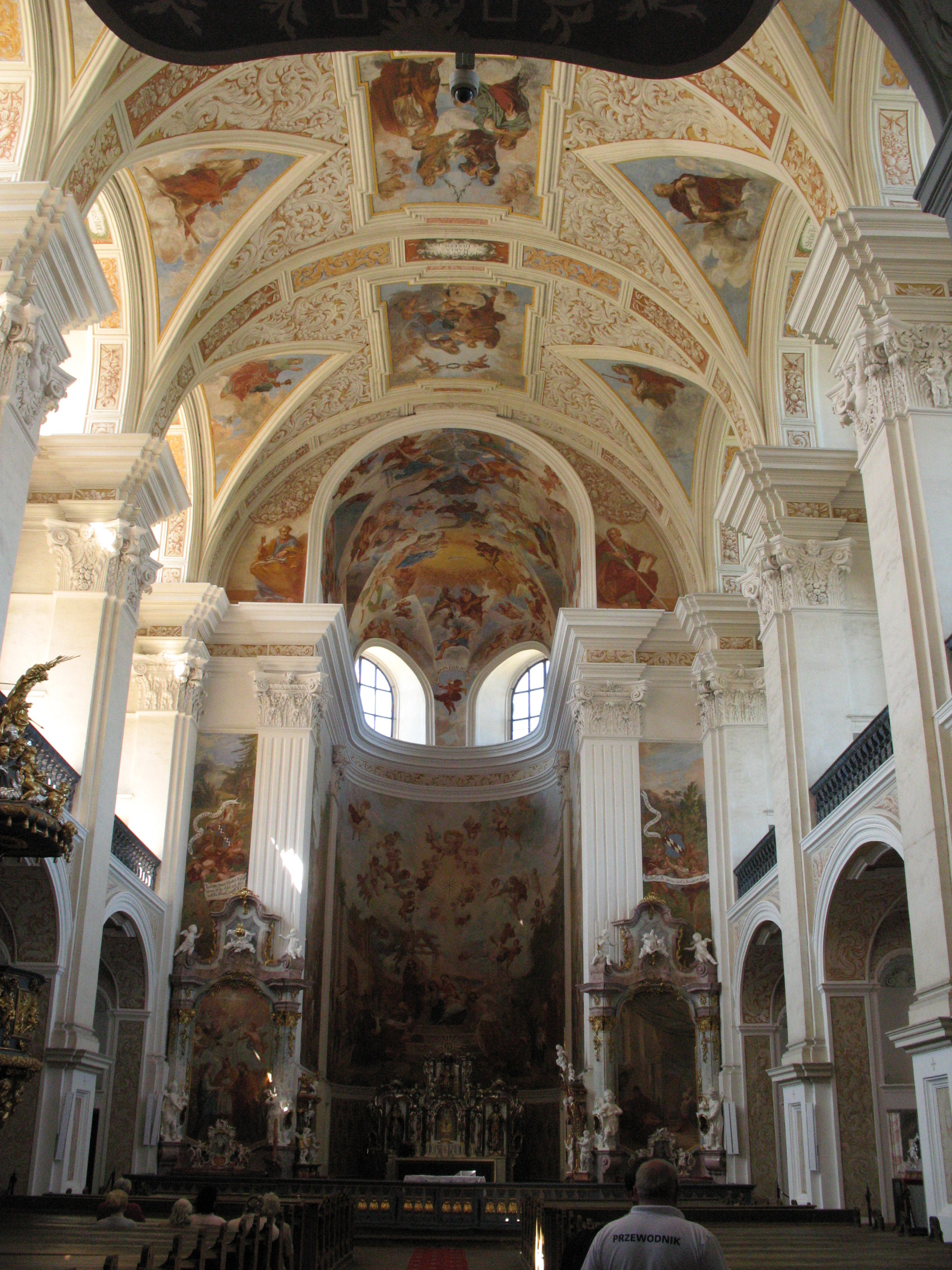
Interno della chiesa di San Giuseppe

Il progetto architettonico e scultoreo del magnifico altare maggiore, con il gruppo dell'Adorazione della Croce e Cori angelici, è di Brokoff, mentre l'esecuzione è stata effettuata dal praghese Anton Dorazil. La pala d'altare, raffigurante l'Assunzione di Maria, venne eseguita nel 1732 dal praghese Petr Brandl, autore anche delle due pale degli altari laterali de L'elemosina di san Giovanni Nepomuceno e Morte di san Francesco Saverio.
La pala di Jesse e i dipinti dei Dodici profeti e dodici sibille nella cappella del Santissimo Sacramento sono di Michael Willmann. Inoltre, sugli altri altari laterali, vi sono pale di Johann Franz Hoffmann, Felix Anton Scheffler e Joseph Anton Lachel.
Il prezioso pulpito è mirabile opera di Anton Stenzel, che lo realizzò nel 1736, mentre nel 1761 Lachel vi aggiunse le figure della Santa Trinità e i bassorilievi dei Padri della Chiesa.
Gli stalli del coro, dalla ricca decorazione raffigurante santi e profeti, vennero disegnati da Brokoff e realizzati da Dorazil tra il 1730 e il 1735, autori anche delle acquasantiere e della splendida cassa d'organo in controfacciata.
L'organo, uno dei più grandi d'Europa, è magistrale opera del maestro organaro Michael Engler di Breslavia, che lo realizzò nel XVIII secolo con 52 registri e 6606 canne.
Nella sacrestia sono conservati ricchi armadi barocchi finemente intarsiati.

### Cappella dei Principi
La cappella, adiacente alla chiesa, venne costruita fra il 1735 e il 1747 come mausoleo dei duchi di Jawor-Świdnica, parte dei Ducati della Slesia. È uno dei più bei mausolei barocchi d'Europa, incentrato sulla sua cupola di 9,4 metri di diametro. Gli affreschi di Georg Wilhelm Neunhertz illustrano la Storia dell'abbazia. La decorazione scultorea è opera di Anton Dorazil, gli stucchi di Ignaz Albrecht Provisore. La pala d'altare con Tutti i santi sono di Scheffler.
Sulla parete ovest vi sono le due tombe gotiche dei duchi Bolko I di Schweidnitz e Bolko II di Münsterberg (†1368) Piast. Sulla parete sud è la tomba rinascimentale di W. von Zedlitz.

### Chiesa di San Giuseppe
Venne ricostruita, sul sito della chiesa parrocchiale medievale, tra il 1692 e il 1695 per volere dell'abate Bernard Rosa, che nel 1669 aveva fondato la Confraternita di San Giuseppe. Presenta un'alta facciata a due livelli coronata dal gruppo della Sacra Famiglia.
L'interno, a unica grande navata con volta a botte, è rivestito di affreschi di Michael Willmann, di suo figlio Michael Willmann il Giovane, il suo figliastro Johann Christoph Lischka e il cistercense Jacob Arlet. Nelle cappelle laterali orientali sono rappresentati i Sette dolori di san Giuseppe, in quelle occidentali le Sette gioie di san Giuseppe.
Nell'abside è la Natività, ai lati dell'altar maggiore è l'Impegno di Maria con Giuseppe e il Dolore di Giuseppe per la gravidanza di Maria di I. König.
L'altar maggiore, intagliato e argentato, è sublime opera dello scultore Lachel. 
Il pulpito, con i bassorilievi della Vita di san Giuseppe e la figura di Dio Padre, in cima, è attribuito a Georg Schrötter.

## Altre immagini

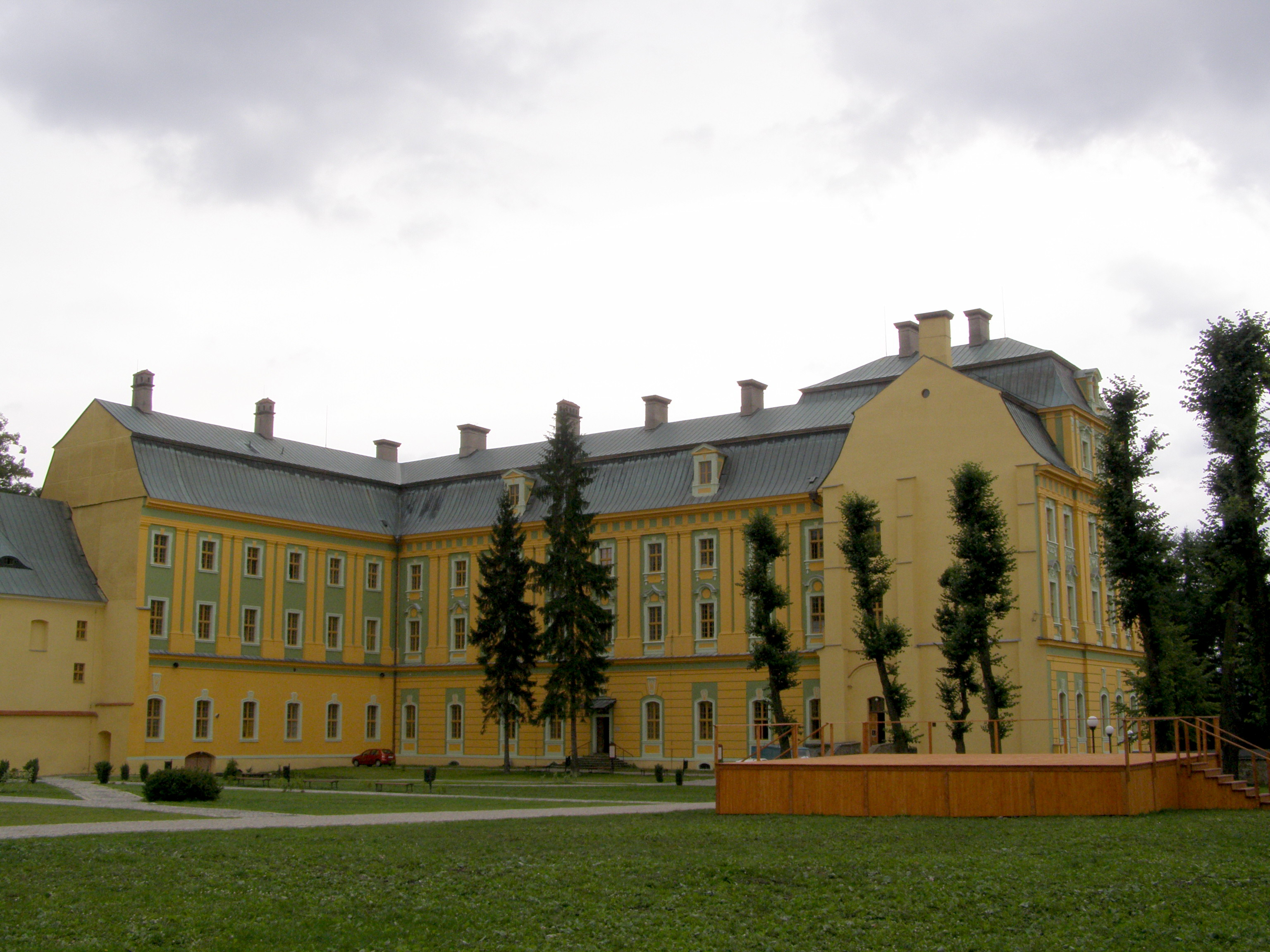
Il palazzo abbaziale
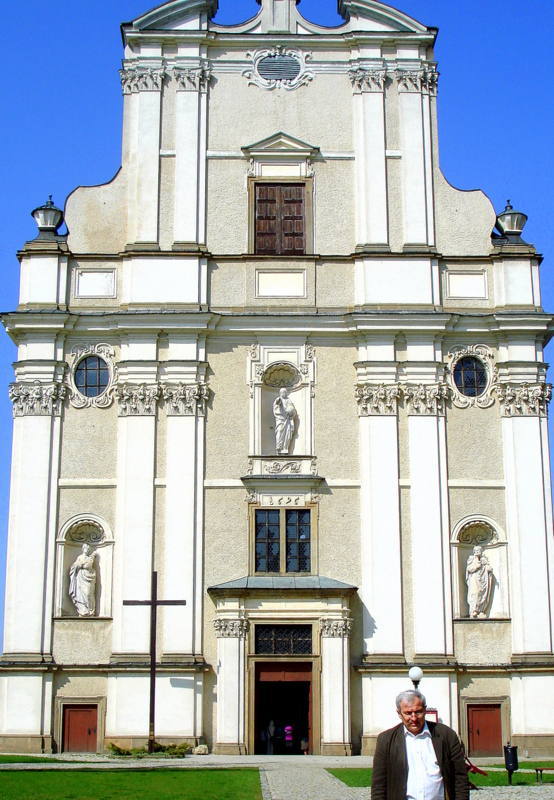
Chiesa di San Giuseppe
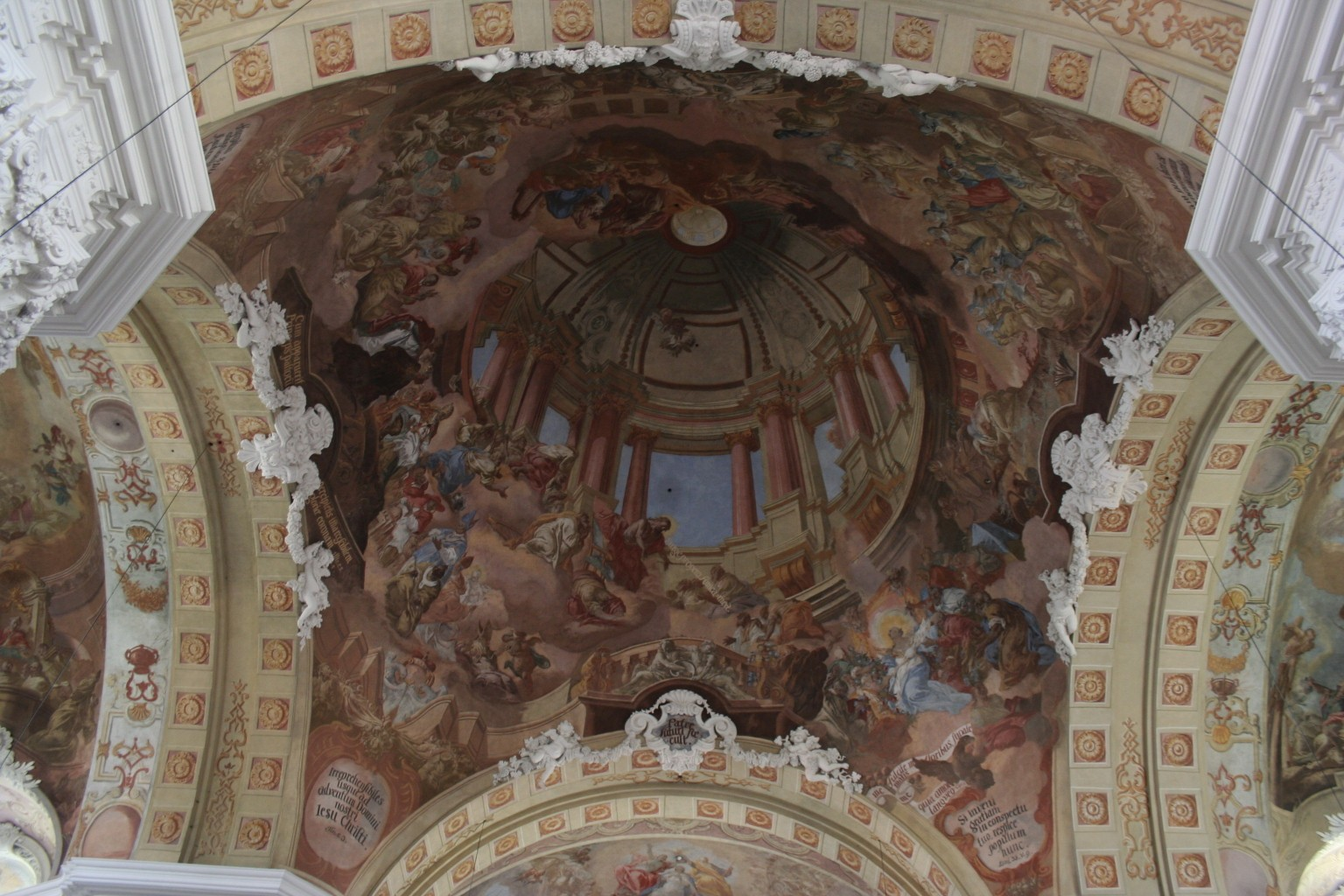
Particolare delle volte affrescate della basilica dell'Assunta
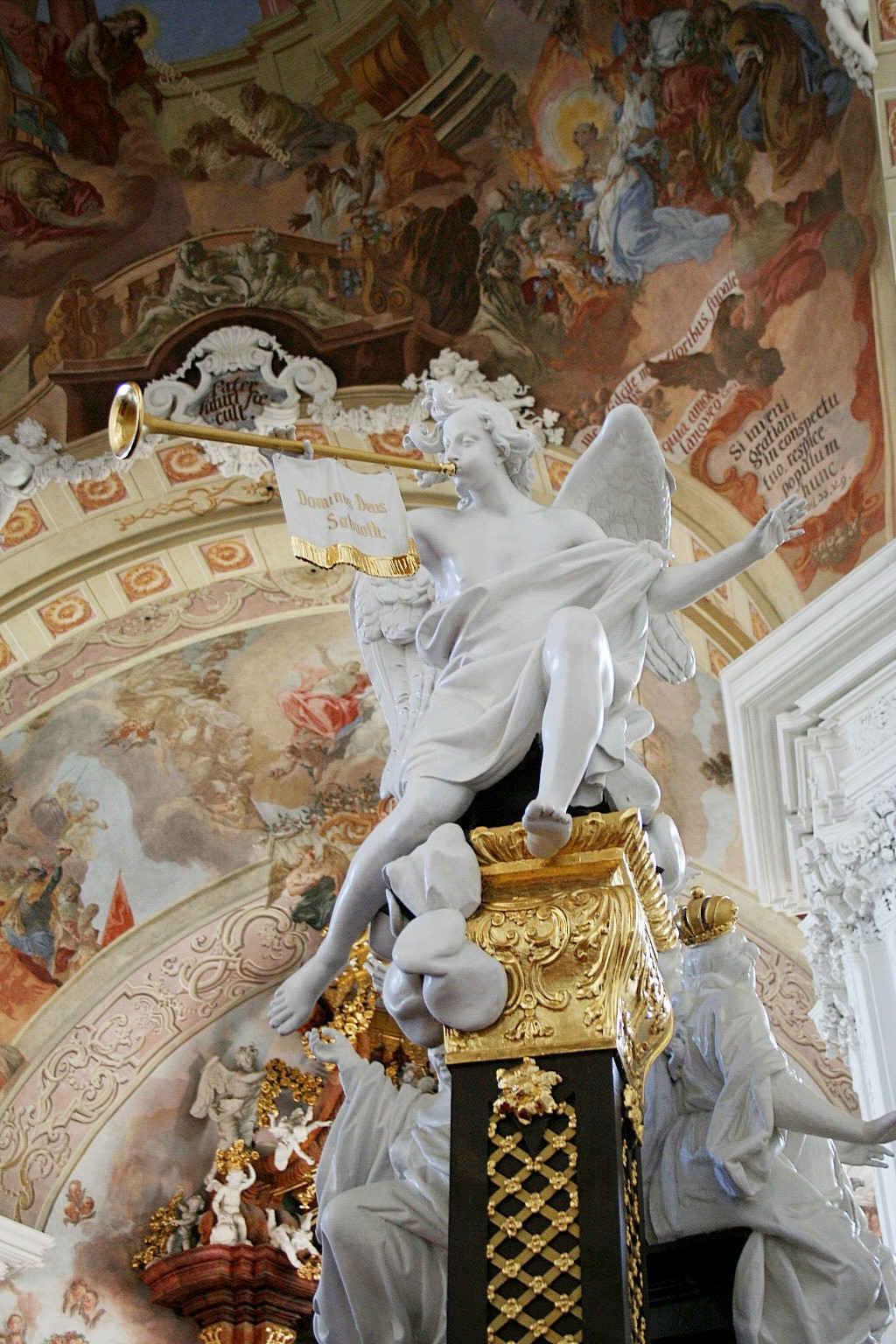
Particolare della basilica dell'Assunta
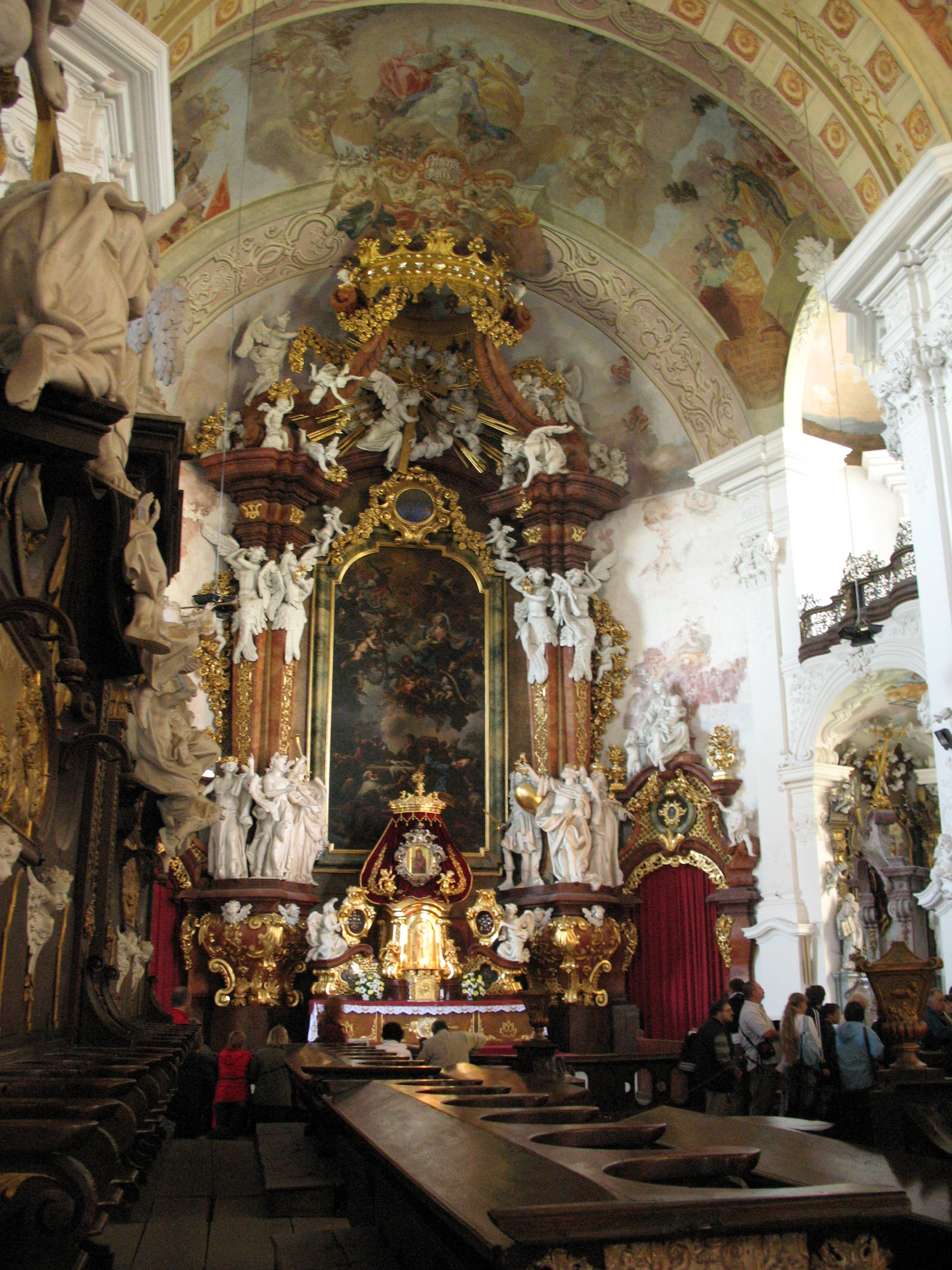
L'altar maggiore della basilica dell'Assunta
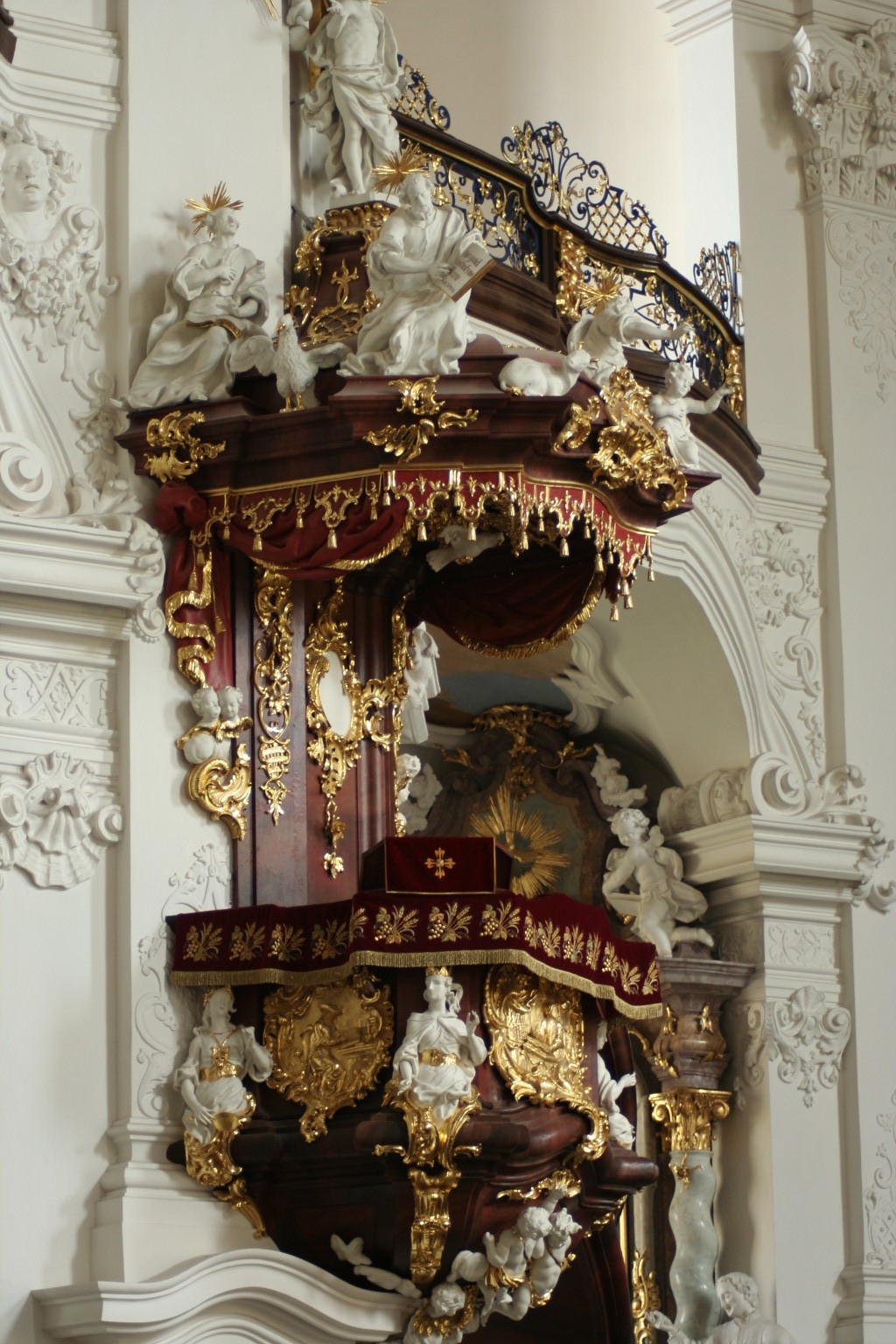
Pulpito della basilica dell'Assunta
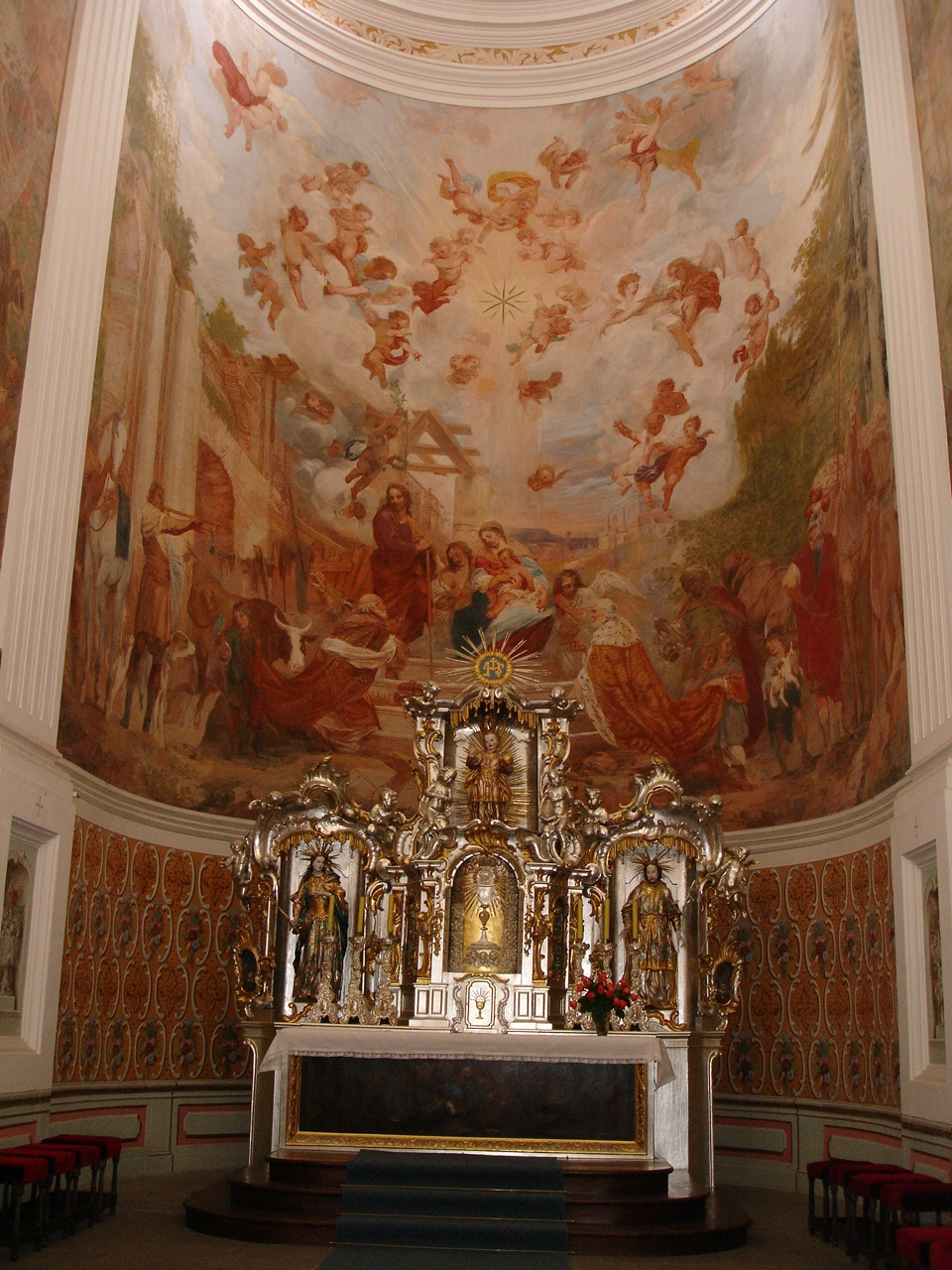
L'altar maggiore della chiesa di San Giuseppe
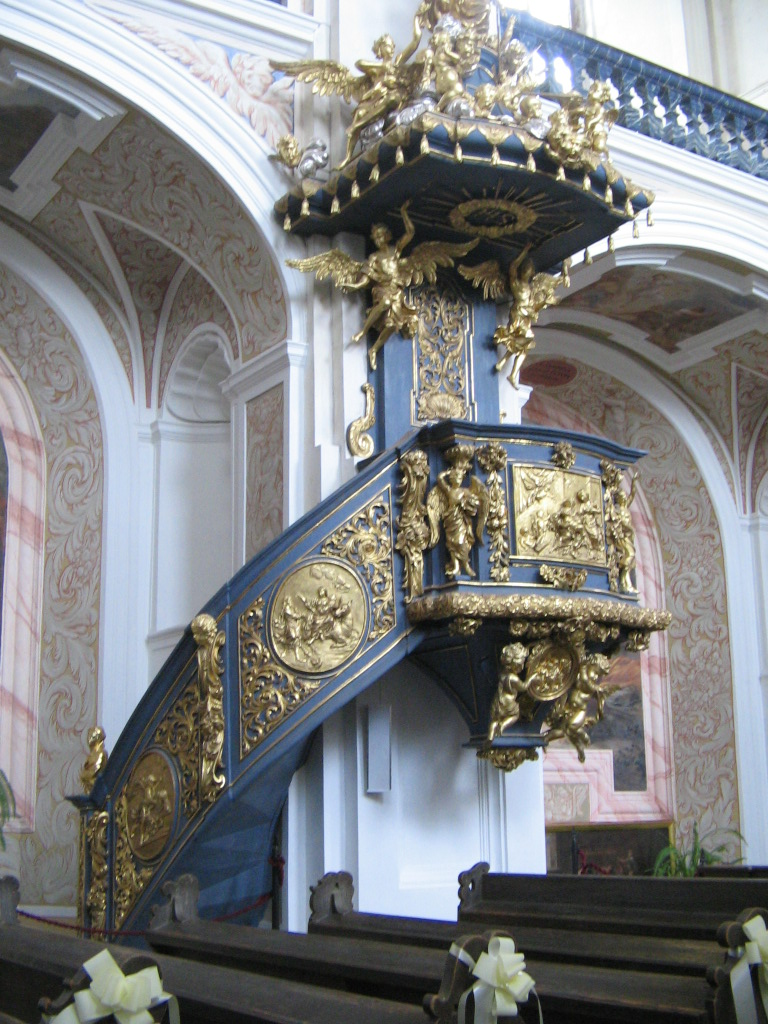
Pulpito della chiesa di San Giuseppe